# Southampton Airport
Southampton Airport (IATA: SOU, ICAO: EGHI) er en international lufthavn i England. Den er beliggende i Hampshire, seks km nordøst for Southampton.
I 2014 ekspederede lufthavnen 1.831.732 passagerer, hvilket gjorde den til den 18. travleste lufthavn i Storbritannien. Flyselskabet Flybe har hub i Southampton. 